# Humâyûn
 (juillet 2016).
Si vous disposez d'ouvrages ou d'articles de référence ou si vous connaissez des sites web de qualité traitant du thème abordé ici, merci de compléter l'article en donnant les références utiles à sa vérifiabilité et en les liant à la section « Notes et références ».
Humâyûn (Kaboul, 17 mars 1508 - Delhi, 27 janvier 1556), fils de Bâbur et de sa troisième bégum Mahum, est le deuxième empereur moghol.

## Biographie
Le 21 avril 1526, il participe, aux côtés de son père, à la bataille de Pânipat qui marque le début de l'Empire moghol. En 1528, il est nommé gouverneur du Badakhshan.
Monté sur le trône le 30 décembre 1530, malgré l'opposition d'une partie de la noblesse, il hérite d'un empire que son père n'a pas eu le temps d'organiser. De plus, il est pris en tenaille par deux chefs en pleine ascension, Bahâdûr Shâh au Goujerat et Sher Shâh Sûrî dans le Bihar.
Profitant de l'instabilité de l'empire miné par les intrigues de la cour, les rajâ soumis par son père se révoltent. En 1531, Humâyûn mène son armée devant la forteresse de Kalinjar dans le Bundelkhand. Mais aux prises avec des difficultés de trésorerie, il accepte la forte rançon qu'on lui propose et lève le siège. Il se met en route pour mater les Afghans du Bihar qu'il défait en 1532, puis, en décembre de cette même année, soumet les troupes de Sher Shah Suri.
Entre-temps, Bahâdûr Shâh annexe le Mâlvâ en 1531 et s'empare de la forteresse de Chittor en 1535. Appelé à l'aide par la râni Karnawali de Chittor, il reprend le fort, et force Bahadur Shah à la fuite. Il s'avance vers le Goujerat, prend la forteresse de Mândû et les villes d'Ahmadâbâd et de Cambay et finit par soumettre le centre de la province. Il nomme Askari, son frère, gouverneur du Goujerat, qui se révèle incapable de le conserver lorsque Bahadur Shah l'attaque en 1536.
Profitant des campagnes d'Humâyûn à l'ouest, Sher Shah Suri a renforcé sa position au Bihar et se lance à la conquête du Bengale. Humâyûn le rattrape et lui fait un siège de six mois au fort de Chunar en 1537. Mais Sher Shah lui ayant échappé, Humâyûn décide de s'emparer du Bengale plutôt que de le poursuivre. Sher Shah lui coupe la route de retour et le défait le 26 juin 1539 à la bataille de Chansa. Humâyûn est obligé de s'enfuir pour Âgrâ seulement accompagné de quelques fidèles, abandonnant son harem au vainqueur. Il perd une nouvelle bataille contre les Afghans à Kanauj en 1540 et s'enfuit au Panjâb, puis dans le Sind. C'est là, à Amarkot, que naît, en 1542, son fils et successeur Akbar.
Humâyûn termine sa fuite en Perse où le Shah Tahmasp Ier lui accorde une armée pour regagner son trône. En 1544, Humâyûn prend Kandahâr et Kaboul, tenu par son frère Kâmran, qui lui reprend la ville en 1546. Humâyûn la reprend l'année suivante. En 1549, Kâmran s'empare de Kandahâr, mais son frère le défait, lui crève les yeux et l'envoie à La Mecque en pénitence.
Après la mort accidentelle de Sher Shah, en 1545, durant le siège de Kalinjar, son fils Islam Shah lui succède. Mais Humâyûn est maintenant prêt à revenir en Inde pour récupérer son trône. En  1554, il entre à Peshawar, puis en 1555 occupe Lahore, puis Dîpalpur. La même année, la bataille de Macchiwara contre les Afghans consacre sa victoire. En juillet, Humâyûn entre finalement à Delhi, il a retrouvé son trône après 15 ans d'exil.
Il termine cette vie aventureuse en 1556 en tombant dans un escalier au Sher Mandal. Sa bégum Hamidâ lui construira un mausolée à Delhi, le modèle des tombes mogholes avec jardin.

## Épouses et descendance
De l'union avec Beqa Begum Taghai (1527- 1581), surnommée Haji Begum, fille de Yadgar Mirza Taghay :
- Al Aman Mirza, (Agra 1528 -  mort jeune)
- Aqiqa Begum, (Agra 1531 - noyée à Chausa le 27 juin 1539)

Gul Barg Begum Barlas (1530/1533), fille de Nizamuddin Ali Barlas Khalifa, et de Sultanam Begum (mariée une première fois à Mir Shah Hussein Arghoun) ; morte après 1543; sans descendance
De l'union avec Hamida Banu Begum (Sind 29 août 1541), titrée Mariam Makani ; fille de Sheikh Ali Akbar Jami, surnommé Baba Dost ; (1527 - Agra 29 août 1604) :
- Akbar
- Jahan Sultan Begum, (Sabz awar 1544 - Kaboul 1547)
- Na Begum, (1545/1550 - Kotal Sitara automne 1557)
- Na Begum, (1545/1550 - Jallalabad automne 1557)

Nawab Bilqis Makani Mariam Beg (en Perse 1543/1544), fille de Masum Beg et de Sultanam, sœur de Shah Tahmasp; sans descendance
De l'union avec Mah Chuchak Oghlan (1546 - Kaboul mars 1564), sœur de Bairam Oghlan :
- Bakhtunissa Begum ou Fakhrunissa Begum, (Kaboul 1550 - Agra 1608) mariée à Abul Maali Shah, tué 13 mai 1564 puis Kwaja Hassan Naqshabandi
- Sakina Banu Begum, (1551 - après 1578) mariée à Shah Ghazi Khan Qazwini, fils de Naqib Khan Qazwini
- Amina Banu Begum, (1552)
- Mohammed Hakim Mirza, (Kaboul 19 avril 1553 - Kaboul 10 octobre 1585); Gouverneur du Badakstan
- Faruk Fal Mirza, (Kaboul 1554- mort jeune)
- Na Begum (1555/1556)

Shahzada Begum Miranshah (1551), fille de Sultan Soleiman Mirza Miranshah et de Haram Begum; sans descendance

### Concubines
- Maywa Jan, fille du chambellan Khadang
- Chand Bibi, noyée à Chausa 27 juin 1539
- Shad Bibi, noyée à Chausa 27 juin 1539
- Bibi Gunwar dont
  - Bakshi Banu Begum, (septembre 1540 - ??), mariée à Sultan Ibrahim Mirza Miranshah, (1534 - tué en septembre 1560), fils de Sultan Soleiman Mirza Miranshah et de Haram Begum puis à Mirza Sharafuddin Husain Ahrari, fils de Kwaja Muin Ahrari et de Quchak Begum, mort en 1580
- Khanish Agha Khwarizmi, fille de Jujuq Mirza Khwarizmi dont :
  - Ibrahim Mirza, (Kaboul 19 avril 1553 - mort jeune)
- Shaham Agha, en pèlerinage à La Mecque 1575
- Bibi Safiya, en pèlerinage à La Mecque 1575